# Kehl
Kehl város Németországban, azon belül Baden-Württembergben. Lakosainak száma 38 721 fő (2023. december 31.). Kehl Rheinau és Appenweier községekkel határos.

## Városrészei
A városhoz tartozik:

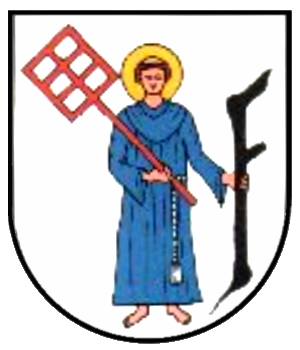
Auenheim
Bodersweier
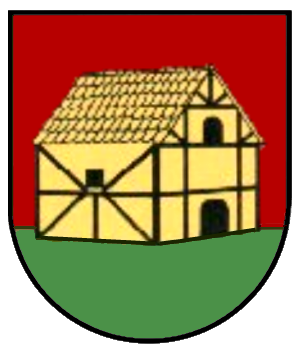
Goldscheuer
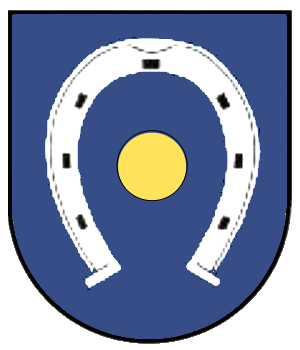
Hohnhurst
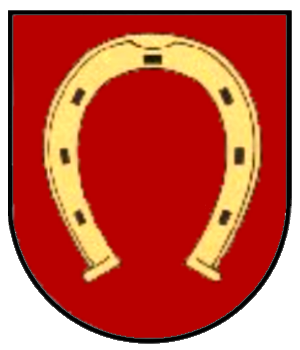
Kork
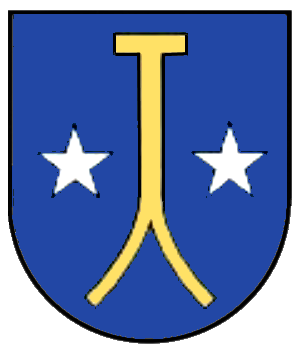
Leutesheim
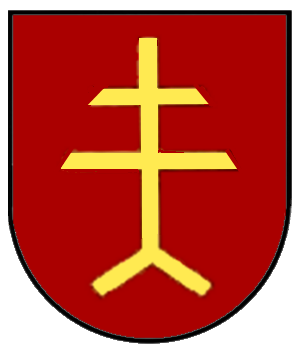
Neumühl
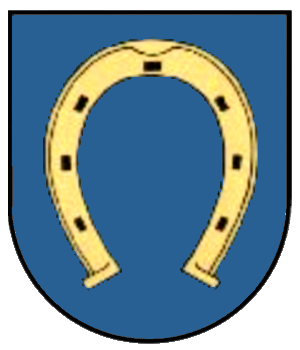
Odelshofen
Querbach
Zierolshofen

## Története

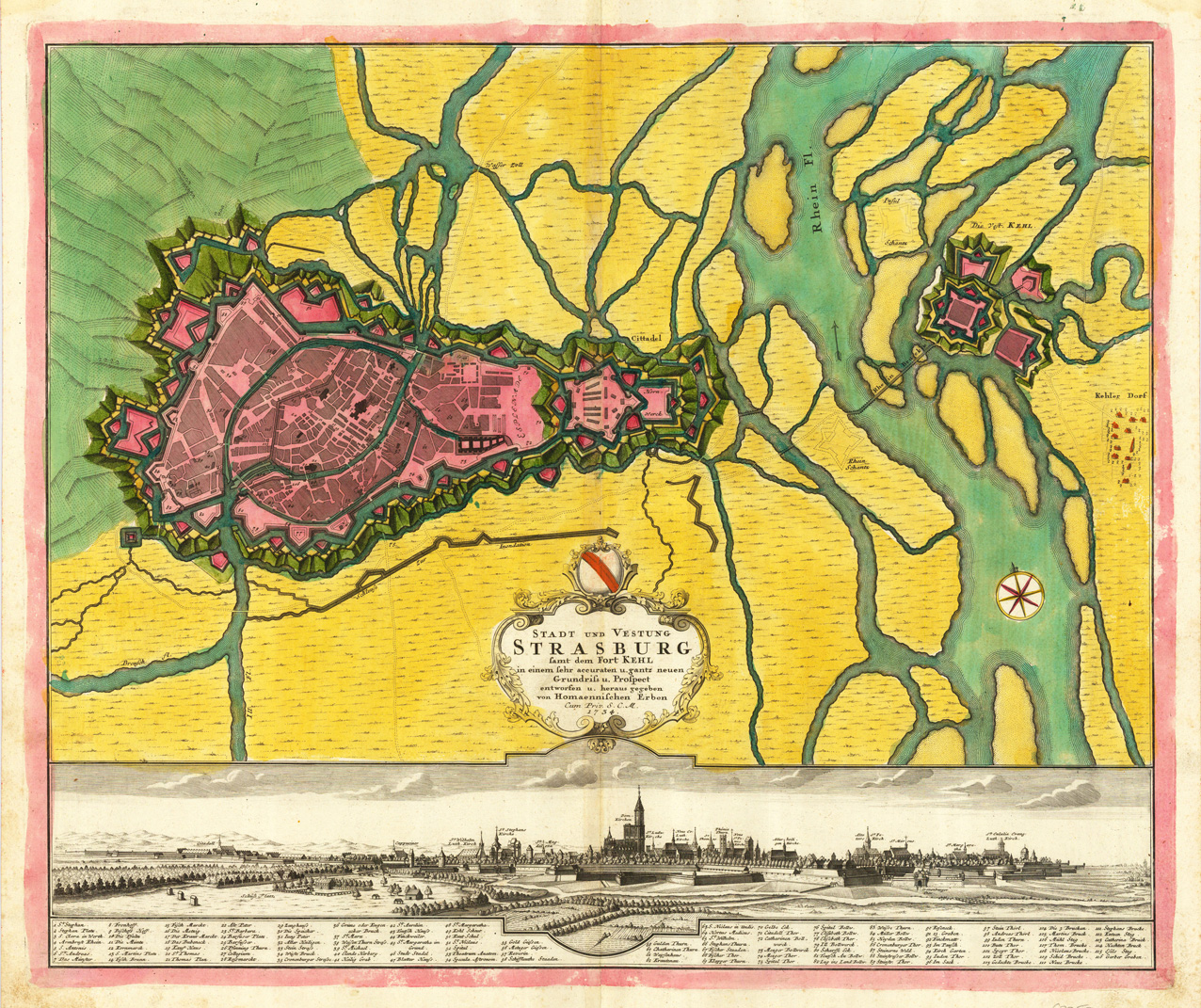
Strasbourg és Kehl 1734-ben

Kehl írott forrásban elsőként 1038-ban tűnik fel.
Kehl és a két szomszédfalu Sundheim és „Mitteldörfel“ egy kondomínium volt.
1497-ben a birtoklás fele a Badeni Őrgrófsághoz került. 
1678-ban XIV. Lajos meghódította Kehlt.
20 év múlva újra badeni lett. 
Károly Frigyes badeni őrgróf emelte Kehlt város rangjára 1773-ban.

## Népesség
A település népessége az elmúlt években az alábbi módon változott:
| Lakosok száma | 24 124 | 27 337 | 30 015 | 29 924 | 28 557 | 31 864 | 33 509 | 34 700 | 34 077 | 38 721 |
|               | 1961   | 1967   | 1974   | 1980   | 1987   | 1993   | 2000   | 2006   | 2013   | 2023   |